# سانتای بد
سانتای بد یا بابانوئل بد (انگلیسی: Bad Santa) یک فیلم جنایی درسبک کمدی سیاه به کارگردانی تری زوئیگاف است که در سال ۲۰۰۳ منتشر شد. این آخرین حضور جان ریتر در فیلم لایو اکشن قبل از مرگش در ۱۱ سپتامبر ۲۰۰۳ بود. این فیلم به یاد او تقدیم شد. برادران کوئن به عنوان تهیه‌کنندگان اجرایی اعتبار دارند. این فیلم در ۲۶ نوامبر ۲۰۰۳ در آمریکای شمالی اکران شد و خارج از رقابت در جشنواره فیلم کن ۲۰۰۴ به نمایش درآمد. فیلم نقدهای مثبتی دریافت کرد و یک موفقیت تجاری بود.
دنباله‌ای به نام سانتای بد ۲ در ۲۳ نوامبر ۲۰۱۶ منتشر شد که نتوانست موفقیت تجاری و انتقادی نسخه اصلی را حفظ کند.

## بازیگران
- بیلی باب تورنتون
- برنی مک
- لورن گراهام
- آنتونی کاکس
- لورن تام
- جان ریتر
- اکتاویا اسپنسر
- کلوریس لیچمن
- اتان فیلیپس
- دو تن از بازیگران فیلم متوفی هستند، برنی مک (مرگ در سپتامبر ۲۰۰۳) و جان ریتر (مرگ در آگوست 2008)[۲]

## عنوان
عنوان این فیلم در جمهوری چک: «سانتا یک منحرف است» می‌باشد.

## بازخوردها
- در راتن تومیتوز بر اساس ۲۲۱ بررسی، با میانگین امتیاز ۶٫۸ از ۱۰، دارای ۷۸ درصد امتیاز است.[۴]
- در متاکریتیک، این فیلم بر اساس ۳۸ منتقد، امتیاز ۷۰ از ۱۰۰ را کسب کرده است که نشان‌دهنده «بررسی‌های عموماً مطلوب» است.[۵]
- تماشاگرانی که توسط سینماسکور نظرسنجی کردند به فیلم نمره "B" در مقیاس A+ تا F دادند.[۶]